# Agapanthia
Agapanthia är ett släkte av skalbaggar som beskrevs av Audinet-serville 1835. Agapanthia ingår i familjen långhorningar.

## Bildgalleri

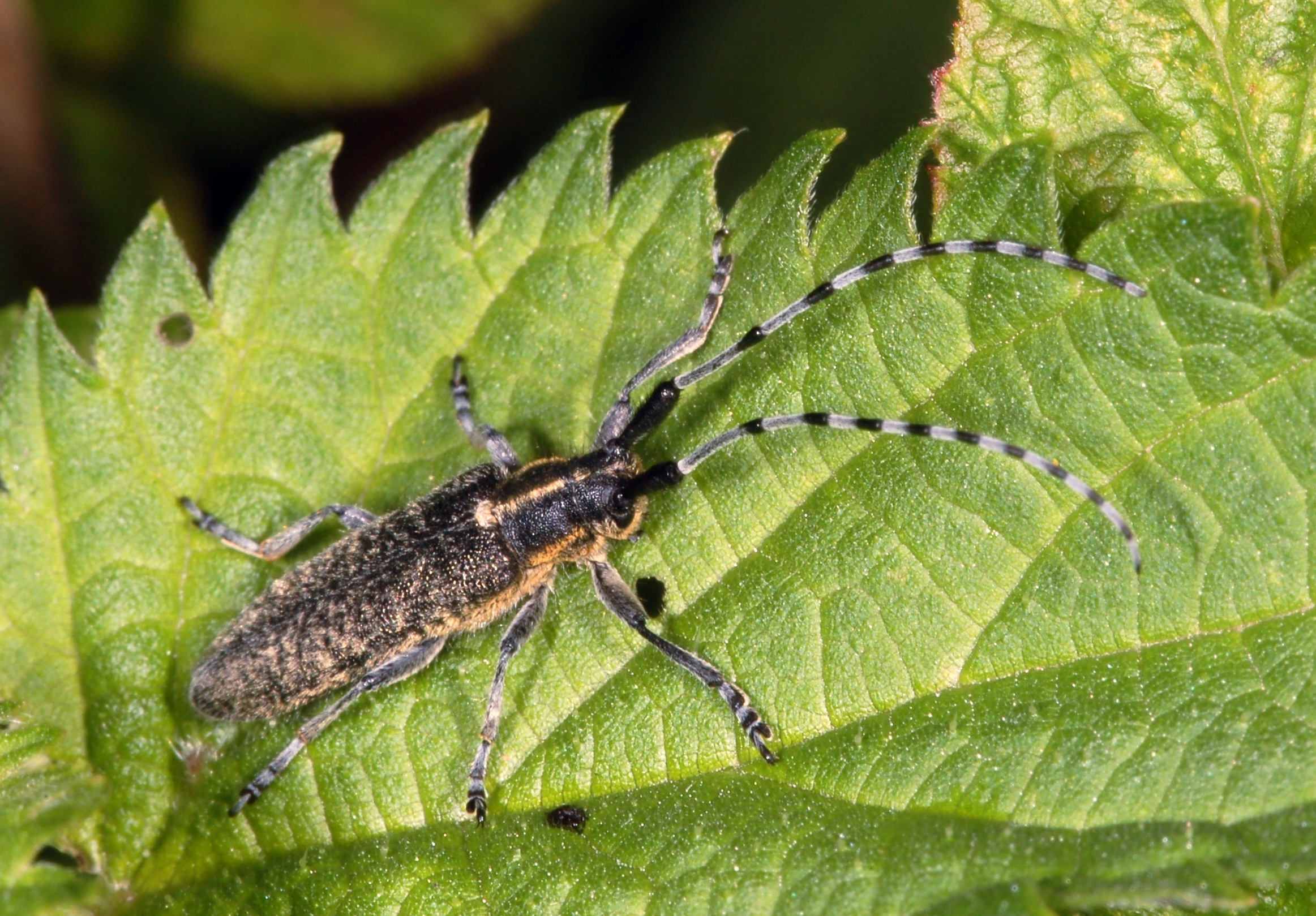
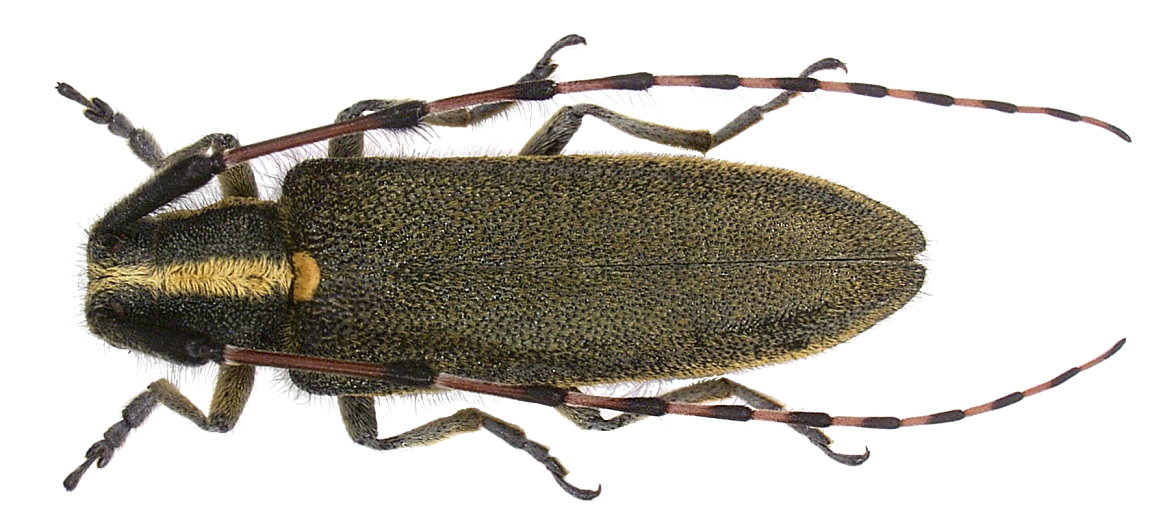
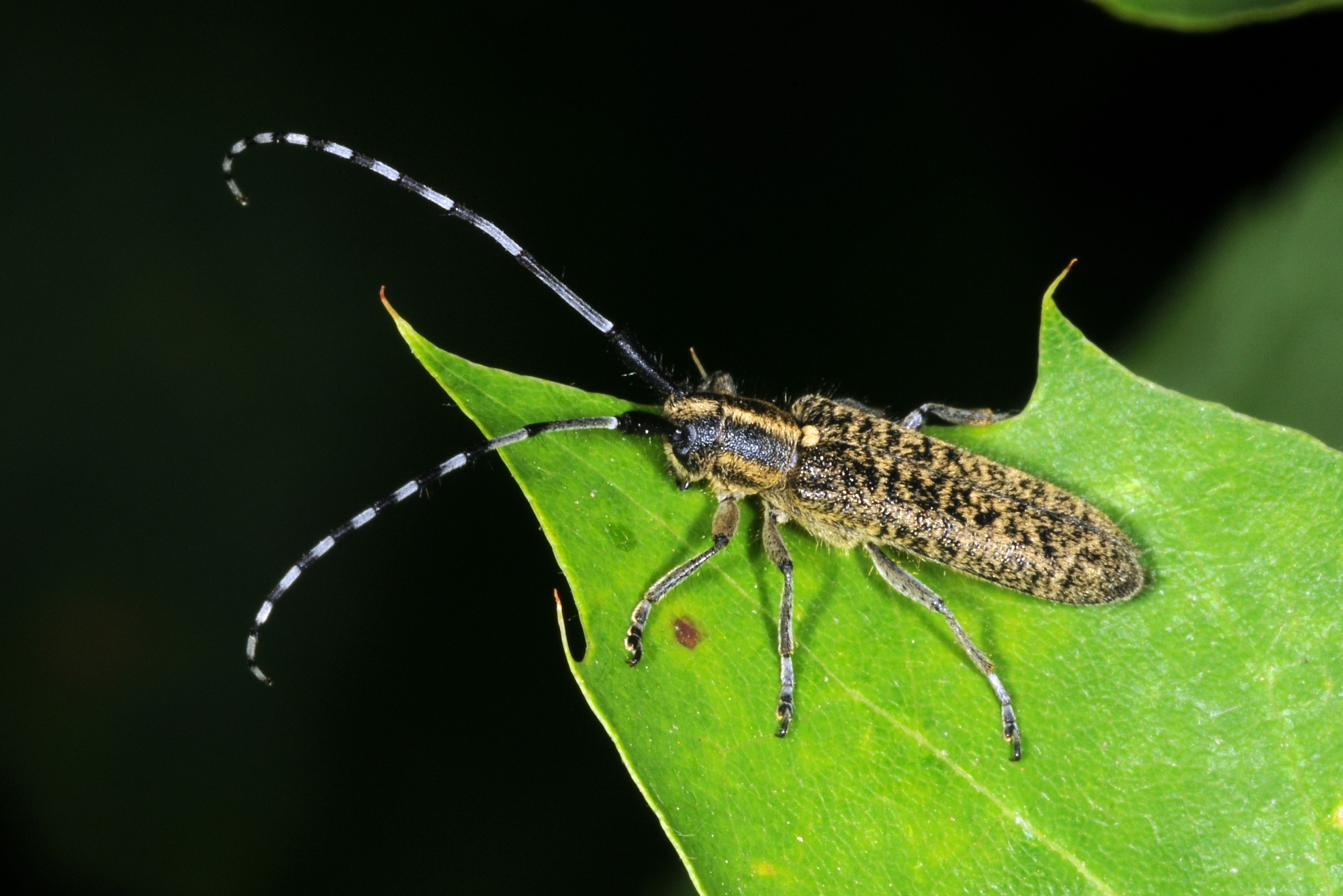

## Dottertaxa tillAgapanthia, i alfabetisk ordning[1][2]
- Agapanthia alaiensis
- Agapanthia altaica
- Agapanthia alternans
- Agapanthia amicula
- Agapanthia amitina
- Agapanthia amurensis
- Agapanthia angelicae
- Agapanthia annularis
- Agapanthia asphodeli
- Agapanthia auliensis
- Agapanthia cardui
- Agapanthia chalybaea
- Agapanthia coeruleipennis
- Agapanthia cretica
- Agapanthia dahli
- Agapanthia detrita
- Agapanthia fadli
- Agapanthia fallax
- Agapanthia frivaldszkyi
- Agapanthia gemella
- Agapanthia hirsuticornis
- Agapanthia incerta
- Agapanthia intermedia
- Agapanthia irrorata
- Agapanthia japonica
- Agapanthia kindermanni
- Agapanthia kirbyi
- Agapanthia korostelevi
- Agapanthia lais
- Agapanthia lederi
- Agapanthia müllneri
- Agapanthia nicosiensis
- Agapanthia nigriventris
- Agapanthia nitidipennis
- Agapanthia niveisparsa
- Agapanthia obydovi
- Agapanthia orbachi
- Agapanthia osmanlis
- Agapanthia persica
- Agapanthia persicola
- Agapanthia probsti
- Agapanthia pustulifera
- Agapanthia ruficornis
- Agapanthia salviae
- Agapanthia schmidti
- Agapanthia schurmanni
- Agapanthia simplicicornis
- Agapanthia soror
- Agapanthia subflavida
- Agapanthia subnigra
- Agapanthia subnuda
- Agapanthia suchalybaea
- Agapanthia talassica
- Agapanthia transcaspica
- Agapanthia turanica
- Agapanthia walteri
- Agapanthia verecunda
- Agapanthia villosoviridescens
- Agapanthia violacea
- Agapanthia yagii
- Agapanthia zappii